# Альберт Еспаньйоль
Альберт Еспаньйоль (ісп. Albert Español, 29 жовтня 1985) — іспанський ватерполіст.
Учасник Олімпійських Ігор 2012, 2016 років.
Призер Чемпіонату світу з водних видів спорту 2009 року.